# Miortyx teres
Miortyx teres — викопний вид куроподібних птахів родини токрових (Odontophoridae). Вид існував у ранньому міоцені (20,4-16 млн років тому) у Північній Америці. Скам'янілі рештки птаха знайдено у відкладеннях річкового пісковика Гемофордіанського горизонту у формуванні Batesland в США у штаті Південна Дакота. Описаний по елементу кінцівок (проксимальна частина правої плечової кістки).